# 2,5-Dimethoxy-4-chloranilin
2,5-Dimethoxy-4-chloranilin ist eine chemische Verbindung aus der Gruppe der Anilinderivate.

## Gewinnung und Darstellung
2,5-Dimethoxy-4-chloranilin kann durch Reduktion von 2,5-Dimethoxy-4-chlornitrobenzol in Gegenwart von Platin oder Palladium auf Kohle als Katalysator in Lösungsmitteln wie zum Beispiel Toluol, Xylol, tert-Butanol bei 20 bis 35 bar und maximal 120 °C gewonnen werden.

## Eigenschaften
2,5-Dimethoxy-4-chloranilin ist ein weißes bis rotes oder braunes, kristallines Pulver, das schwer löslich in Wasser ist.

## Verwendung
2,5-Dimethoxy-4-chloranilin dient als Reagenz in der organischen Synthese und wird als Zwischenprodukt für die Herstellung von Pigmenten und Farbstoffen verwendet.

## Externe Links zu erwähnten Verbindungen
1. ↑  Externe Identifikatoren von bzw. Datenbank-Links zu 2,5-Dimethoxy-4-chlornitrobenzol:  CAS-Nr.: 6940-53-0, EG-Nr.: 230-086-7, ECHA-InfoCard: 100.027.351, PubChem: 81362, ChemSpider: 73410, Wikidata: Q72518603.